# Rally Sachs de 1980
El Rally Sachs de 1980 fue la 3.º edición y la cuarta ronda de la temporada 1980 del Campeonato de España de Rally. Se celebró del 12 al 13 de abril
y se desarrolló con salida y meta en Bilbao sobre un itinerario de 571 km y dieciocho tramos que sumaban un total de 173 km cronometrados. La prueba contó mayoritariamente con equipos locales debido al bajo coeficiente con Ignacio Sunsundegui, Juan Carlos Pradera y Marc Etchebers como pilotos destacados. 
Aunque Pradera se impuso inicialmente logrando una ventaja de veintitrés segundos, Etchebers reaccionó y en la segunda etapa logró alcanzarle y ganar la prueba con una ventaja de cuarenta y nueve segundos. La tercera posición fue para García Campijo que tuvo otro duelo con «Freddy». Por la dureza de la prueba de los cuarenta y dos equipos solo finalizaron diecinueve destacando los abandonos de Vilariño por rotura del cambio, Luzuriaga por rotura del embrague y Zorrilla que sufrió un fuerte accidente contra un muro provocándole heridas en una pierna.

## Clasificación final
| Pos. | Piloto                 | Copiloto                | Automóvil                | Tiempo  | Diferencia |
| ---- | ---------------------- | ----------------------- | ------------------------ | ------- | ---------- |
| 1.   | Marc Etchebers         | José Ramón Amorena      | Porsche 911 SC           | 1:50:22 | 0.0        |
| 2.   | Juan Carlos Pradera    | José María Bascarán     | Alpine-Renault A110 1800 | 1:51:01 | +0:39      |
| 3.   | Esteban García-Campijo | Julio Vázquez           | Ford Escort              | 1:59:53 | +9:31      |
| 4.   | «Freddy»               | Roland Holke            | Simca Rallye 3           | 2:00:24 | +10:02     |
| 5.   | Javier García          | Luis M. Andiocoechea    | Ford Escort MK1          | 2:03:01 | +12:39     |
| 6.   | Rafael Ateka           | Borja Eguino            | SEAT 124-2000            | 2:09:22 | +19:00     |
| 7.   | Rafael Ojea Lago       | Gandia                  | Renault 5 Alpine         | 2:11:54 | +21:32     |
| 8.   | Lecumberri             | Ismael Oteiza           | SEAT 124-1800            | 2:13:08 | +22:46     |
| 9.   | «Roke»                 | Miguel Ángel Villanueva | SEAT 124-1800            | 2:14:32 | +24:10     |
| 10.  | Soler                  | José Luis Pellón        | SEAT 124-1800            | 2:15:11 | +24:49     |